# Premio Cultural Tezuka Osamu

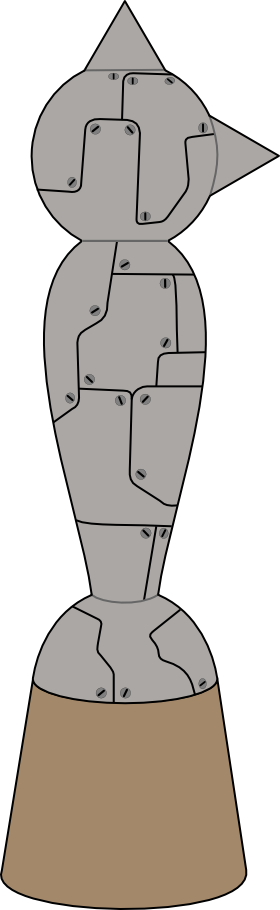
Premio cultural Tezuka Osamu: modelo esquemático de la estatua de bronce.

El Premio Cultural Tezuka Osamu (手塚治虫文化賞 Tezuka Osamu Bunkashō?) es un premio anual que lleva el nombre de un conocido mangaka llamado Tezuka Osamu, quien es considerado el dios del manga en su país. El premio se entrega anualmente desde el año 1997 en la ciudad de Tokio, Japón, a los dibujantes de manga y sus respectivos trabajos. El premio es auspiciado por el diario Asahi Shimbun. 

## Categorías
El premio se divide en cuatro categorías. En las primeras versiones del premio, había una categoría de premio a la excelencia, lo cual dejó de entregarse.
- Premio mayor- Se entrega al mejor trabajo del año
- Premio a la creatividad - para el creador que haya renovado el mercado con nuevas ideas o nuevos talentos
- Premio a la historia corta - para un trabajo notable o un autor de historias cortas
- Premio especial - Para la persona o grupo de personas que hayan contribuido enormemente a la cultura japonesa

## Ganadores

### 1997
- Premio mayor: Fujiko Fujio por Doraemon
- Premio por excelencia: Mōto Hagio para Zankokuna kami ga shihai suru (A cruel God rules in heaven)
- Premio especial: Toshio Naiki para la fundación y el manejo de Modern Manga Library

### 1998
- Premio mayor: Jirō Taniguchi y Natsuo Sekikawa para la trilogía Bocchan No Jidai (Tiempo de "Botchan")
- Premio por excelencia: Yūji Aoki para Naniwa Kin'yūdō (The way of the Ōsaka loan shark)
- Premio especial: Shōtarō Ishinomori por los largos años de contribución al manga

### 1999
- Premio mayor: Naoki Urasawa por Monster
- Premio por excelencia: Akira Sasō por Shindō (The prodigy)
- Premio especial: Fusanosuke Natsume por la excelente crítica de la obra

### 2000
- Premio mayor: Daijiro Morohoshi por Saiyū Yōenden (The Monkey King and other Chinese Legends)
- Premio por excelencia: Minetarō Mochizuki por Dragon Head
- Premio especial: Frederik L. Schodt por distinguido trabajo y servicio de enseñar todo lo relacionado con el manga al mundo

### 2001
- Premio especial: Reiko Okano por Onmyōji (The Master of Shade and Light)
- Premio por excelencia: Kotobuki Shiriagari por Yajikita in deep
- Premio especial: Akira Maruyuma por distinguido trabajo y servicio de enseñar todo lo relacionado con el manga al mundo

### 2002
- Premio mayor: Takehiko Inoue por Vagabond
- Premio por excelencia: Kentarō Miura por Berserk

### 2003
- Premio mayor: Fumiko Takano por The Yellow Book: A friend Named Jacques Thibault
- Premio a la creatividad: Yumi Hotta y Takeshi Obata por Hikaru no Go
- Premio a la historia corta: Hisaichi Ishii por Gendai shisō no sōnanshātachi (Victims of modern ideas)
- Premio especial: Shigeru Mizuki por las figuras creativas y largos años de trabajo

### 2004
- Premio mayor: Kyōko Okazaki por Helter Skelter
- Premio a la creatividad: Takashi Morimoto por Naniwadora ihon (Variant edition of the Naniwa wastrel)
- Premio a la historia corta: Risu Akizuki por OL shinkaron (OL Evolution) y otros trabajos
- Premio especial: Tarō Minamoto por ser pionero en el ámbito del manga y grandes contribuciones a la historia del manga

### 2005
- Gran premio: Naoki Urasawa por PLUTO
- Premio a la creatividad: Fumiyo Kōno por Yunagi no Machi, Sakura no Kuni (Town of Evening Calm, Country of Cherry Blossoms)
- Premio a la historia corta: Rieko Saibara por Jōkyō monogatari (A tale of going to the capital) y Mainichi Kasan (Everyday mom)
- Premio especial: Kawasaki City Museum para la colección de trabajos de manga del período Edo hasta hoy en día, y esto es un exhibición

### 2006
- Gran premio: Hideo Azuma por Shissou Nikki (A diary of disappearance)
- Premio a la creatividad: Asa Higuchi por Ōkiku Furikabutte
- Premio a la historia corta: Risa Itō por One Woman, Two Cats, Oi Piitan!! (Hey Pitan!), Onna no mado (A Woman's Window) and other works
- Premio especial: Kousei Ono por sus largos años como comentador del manga y por sus grandes aportes en el ámbito del cómic

### 2007
- Gran premio: Ryoko Yamagishi para Maihime Τερψιχόρα (The Dancing Girl; Terpsichore)
- Premio a la creatividad: Nobuhisa Nozoe, Kazuhisa Iwata y Kyojin Ōnishi para Shinsei Kigeki (La Divina Comedia)
- Premio especial: Hiromi Morishita por Ōsaka Hamlet

### 2008
- Gran premio: Masayuki Ishikawa por Moyashimon (Moyashimon: Tales of Agriculture)
- Premio a la creatividad: Toranosuke Shimada por Träumerei
- Premio a la historia corta: Yumiko Ōshima por GūGū Datte Neko De Aru (Cher Gou-Gou...mon petit chat, mon petit ami.)
- Premio especial: International Institute for Children's Literature en Osaka Prefecture

### 2009
- Gran premio: Fumi Yoshinaga por Ōoku: The Inner Chambers
- Gran premio: Yoshihiro Tatsumi por Gekiga Hyōryū (A Drifting Life)
- Premio a la historia corta: Hikaru Nakamura por Saint Oniisan (Saint Young Men)(Las vacaciones de Jesús y Buda)
- Premio al nuevo artista: Suehiro Maruo por Panorama-tō Kitan (Anecdote of the Panorama Island)

### 2010
- Gran premio: Yoshihiro Yamada por Hyouge-mono
- Premio a la historia corta: Mari Yamazaki por Thermae Romae
- Premio al nuevo artista: Haruko Ichikawa por Mushi to Uta
- Premio especial: Yoshihiro Yonezawa por los logros conseguidos con la recopilación y los comentarios sobre el material básico de la investigación sobre la animación.

### 2011
- Gran premio: Motoka Murakami por  Jin
- Gran premio: Issei Eifuku and Taiyo Matsumoto por Takemitsuzamurai
- Premio al nuevo artista: Hiromu Arakawa por Fullmetal Alchemist
- Premio a la historia corta: Keisuke Yamashina por su trabajo creando C-kyū Salaryman Kōza, Papa wa Nanda ka Wakaranai, entre otros.

### 2012[1]
- Gran premio: Hitoshi Iwaaki por Historie
- Premio a la historia corta: Roswell Hosoki por Sake no Hosomichi y otros trabajos.
- Premio al nuevo artista: Yū Itō por Shut Hell
- Premio especial: Shūkan Shōnen Jump. Una copia de la 16º entrega de la revista de la editorial Shūeisha ha sido leída por turnos por unos 100 niños en una librería de Sendai tras el terremoto y tsunami de Japón de 2011, por lo que el comité de la 16º entrega del Premio decidió condecorar a la revista por inspirar coraje y buenos sentimientos en los niños.

### 2013[2]
- Gran premio: Yasuhisa Hara por Kingdom
- Premio a la historia corta: Yoshiie Gōda por Kikai-jikake no Ai
- Premio al nuevo artista: Miki Yamamoto por Sunny Sunny Ann!

### 2014[3]
- Gran premio: Chika Umino por Sangatsu no Lion
- Premio a la historia corta: Sensha Yoshida por todo su trabajo en conjunto, valorando, principalmente, el sentido del humor característico de su obra.
- Premio al nuevo artista: Yoshitoki Ōima por Koe no Katachi
- Premio especial: Fujiko Fujio (A) por Manga Michi y Ai… Shirisomeshi Kei ni
- Premio Lector: Chūya Koyama por Uchū Kyōdai

### 2015[4]
- Gran premio: Yoiko Hoshi por Aisawa Riku
- Premio a la historia corta: Yūki Shikawa por Onnoji y otros trabajos.
- Premio al nuevo artista: Machiko Kyō por Mitsuami no Kami-sama y otros trabajos.
- Premio especial: Chikako Mitsuhashi por Chiisana Koi no Monogatari, finalizado luego de 52 años de serialización.

### 2016[5]
- Gran premio: Kei Ichinoseki por Hanagami Sharaku
- Gran premio: Kiyohiko Azuma por Yotsuba to!
- Premio al nuevo artista: Yuki Andō por Machida-kun no Sekai
- Premio a la historia corta: Tatsuya Nakazaki por Jimihen
- Premio especial: Museo Internacional del Manga de Kioto, por su 10º aniversario y su contribución a la cultura del manga.

### 2017[6]
- Gran premio: Fusako Kuramochi por Hana ni Somu
- Premio al nuevo artista: Haruko Kumota por Shōwa Genroku Rakugo Shinjū
- Premio a la historia corta: Kaoru Fukaya por Yomawari Neko
- Premio especial: Osamu Akimoto, por finalizar la serialización, luego de 40 años, de la obra Kochira Katsushika-ku Kameari Kōen Mae Hashutsujo.

### 2018[7]
- Gran premio: Satoru Noda por Golden Kamuy.
- Premio autor novel: Paru Itagaki por Beastars.
- Premio a historia corta: Taro Yabe por Oya-san to Boku.

### 2019[8]
- Gran Premio: Shinobu Arima por Jitterbug The Forties
- Premio al nuevo artista: Sansuke Yamada por Areyo Hoshikuzu
- Premio a la historia corta: Ken Koyama por Little Miss P
- Premio especial: Takao Saito por Golgo 13 en reconocimiento por su 50° aniversario.

### 2020[9]
- Gran premio: Kan Takahama por Nyx no Lantern
- Premio al nuevo artista: Rettō Tajima por Mizu wa Umi ni Mukatte Nagareru
- Premio a la historia corta: Yama Wayama por Muchū sa, Kimi ni
- Premio especial: (Este fue tardío) Machiko Hasegawa por Sazae-san en reconocimiento a ella porque cumpliría 100 años el 20 de enero.